# François-Joseph-Paul Lacoma
François-Joseph-Paul Lacoma, né en janvier 1778 à Barcelone et mort le 24 juillet 1849 à Passy, est un peintre espagnol.

## Biographie
Peintre de genre, fleurs et fruits, il obtient de la Junta General de Barcelone une pension de cinq ans afin de partir pour Paris et se perfectionner en tout ce qui concerne le verni, la dorure et la peinture de fleurs.
Élève de Salvador Molet (1773-1836) à Barcelone, puis à Paris de Gérard van Spaendonck et de Jacques-Louis David, il expose au Salon de 1810 à 1814.
Il meurt célibataire à l'âge de 71 ans en 1849 à Passy.

## Œuvres exposées aux Salons parisiens
- Salon de 1810 :

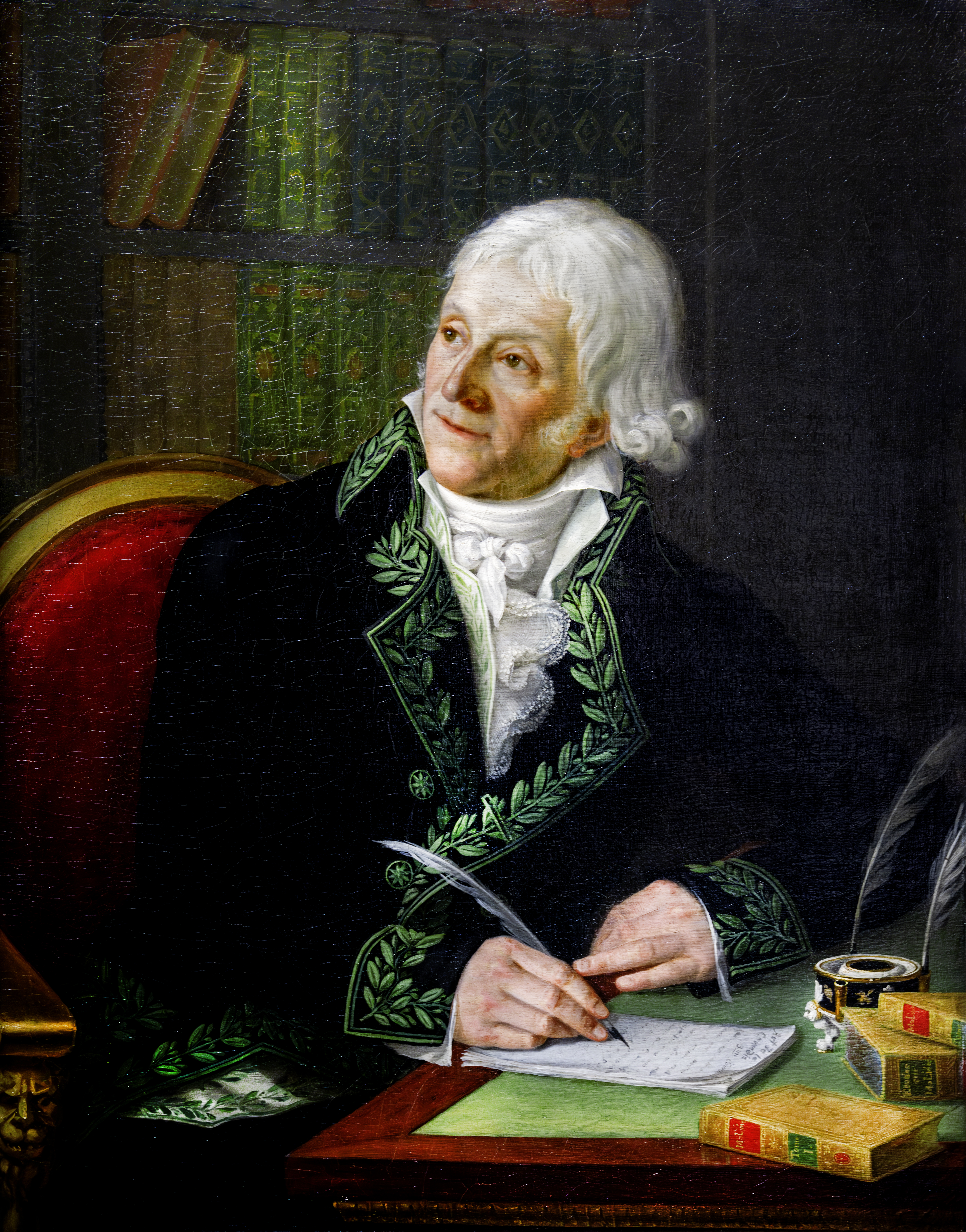
Portrait de Jean-François Cailhava de L'Estandoux, huile sur toile, 1814.

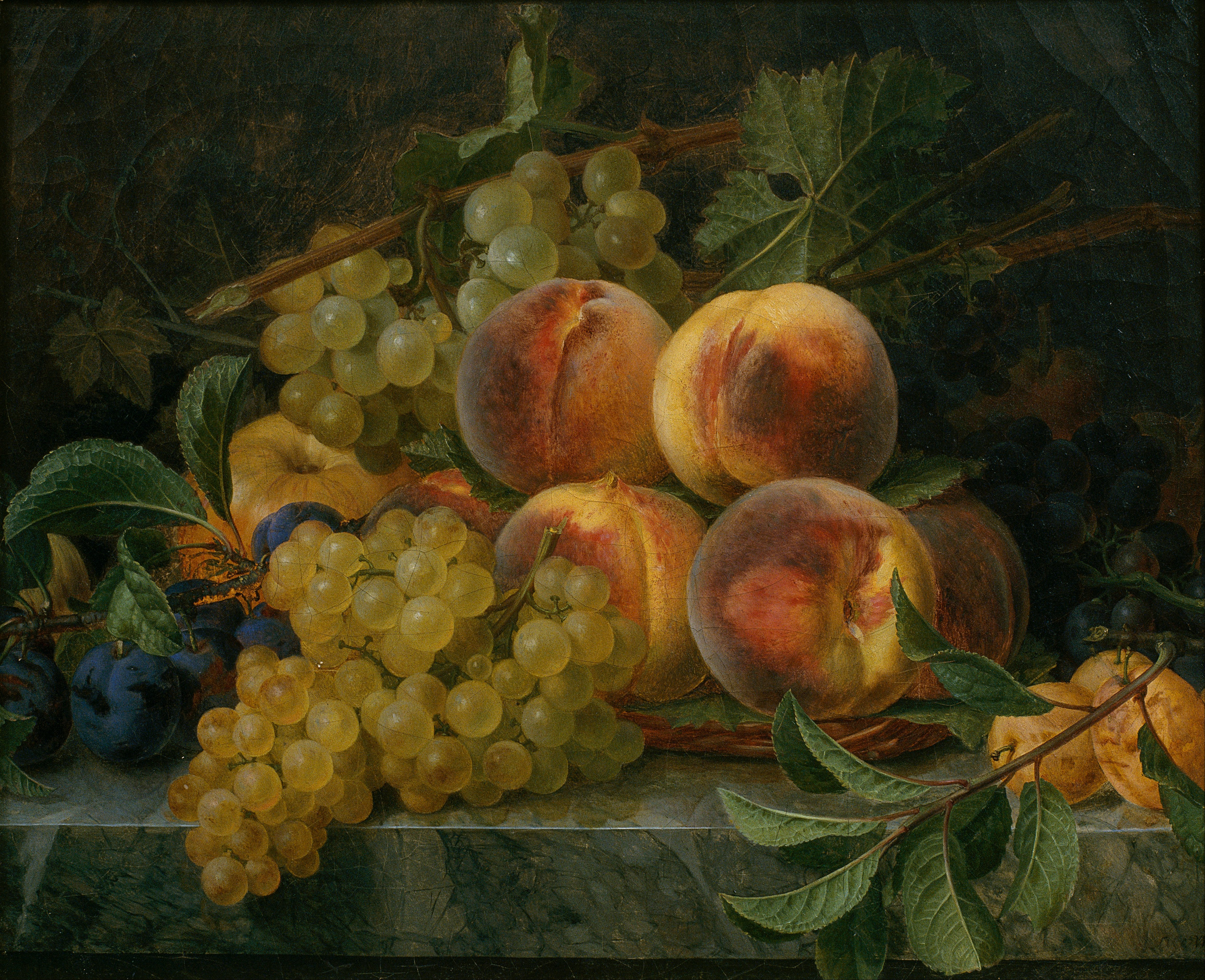
Nature morte aux fruits, huile sur toile, 1814

  - Des fleurs posées dans un vase, et instruments de musique.
  - Deux tableaux représentant des fruits, au Salon de 1810[4].
- Salon de 1814 : 
  - Nature morte aux fruits, huile sur toile, Musée national d'Art de Catalogne, Barcelone.
  - Portrait de l'auteur dramatique et critique Jean-François Cailhava de L'Estandoux, membre de l’Institut, huile sur toile, Musée Goya, Castres[1].
  - Tableau de fleurs.